# Deleted in Colorectal Cancer
Deleted in Colorectal Cancer (DCC) è una proteina transmembrana che svolge la funzione di adesione intercellulare. Una mutazione di DCC è coinvolta nella progressione maligna di adenomi del colon, causando il Carcinoma del colon-retto. Nonostante il suo nome originale ufficiale sia Deleted in Colorectal Carcinoma, viene comunemente denominato Deleted in Colorectal Cancer.